# 腹腔
腹腔（ふくこう/ふくくう/ふっくう、Abdominal cavity）とは人間を含む哺乳類の身体の部分のうち、横隔膜より下部で腹部の内腔を指す。その下部には骨盤がある。腹腔内面や内部の内臓は腹膜に覆われている。腹腔と腹膜腔を同義で用いることがしばしばあるが、厳密には、単純に横隔膜や腹壁に囲まれた空間を腹腔と呼び、その内面の腹膜によって作られる空間を腹膜腔という。例えるならば、壁紙を貼る前の部屋が「腹腔」、「腹膜」という壁紙で囲まれた空間を「腹膜腔」と呼ぶ。
註：腔の読みはこうであるが、稀字でもあり、古くからこう、くうの発音が混在していた。1943年（昭和18年）日本解剖学会の用語委員会が統一解剖学用語 (Nomina Anatomica) の翻訳を行った際に、くうと発音することを決定した（同音の別字〈孔など〉との区別のためと推測される）。以後、医学分野においては腔はくうと発音するのが正則である。